# Tamolanica leopoldi
Tamolanica leopoldi är en bönsyrseart som beskrevs av Werner 1930. Tamolanica leopoldi ingår i släktet Tamolanica och familjen Mantidae. Inga underarter finns listade i Catalogue of Life.